# Geomalacus maculosus
Geomalacus maculosus es una especie de molusco gasterópodo de la familia Arionidae en el orden de los Stylommatophora.

## Distribución geográfica
Se encuentra en Irlanda, Portugal y España.